# Notre-Dame (Vernon)

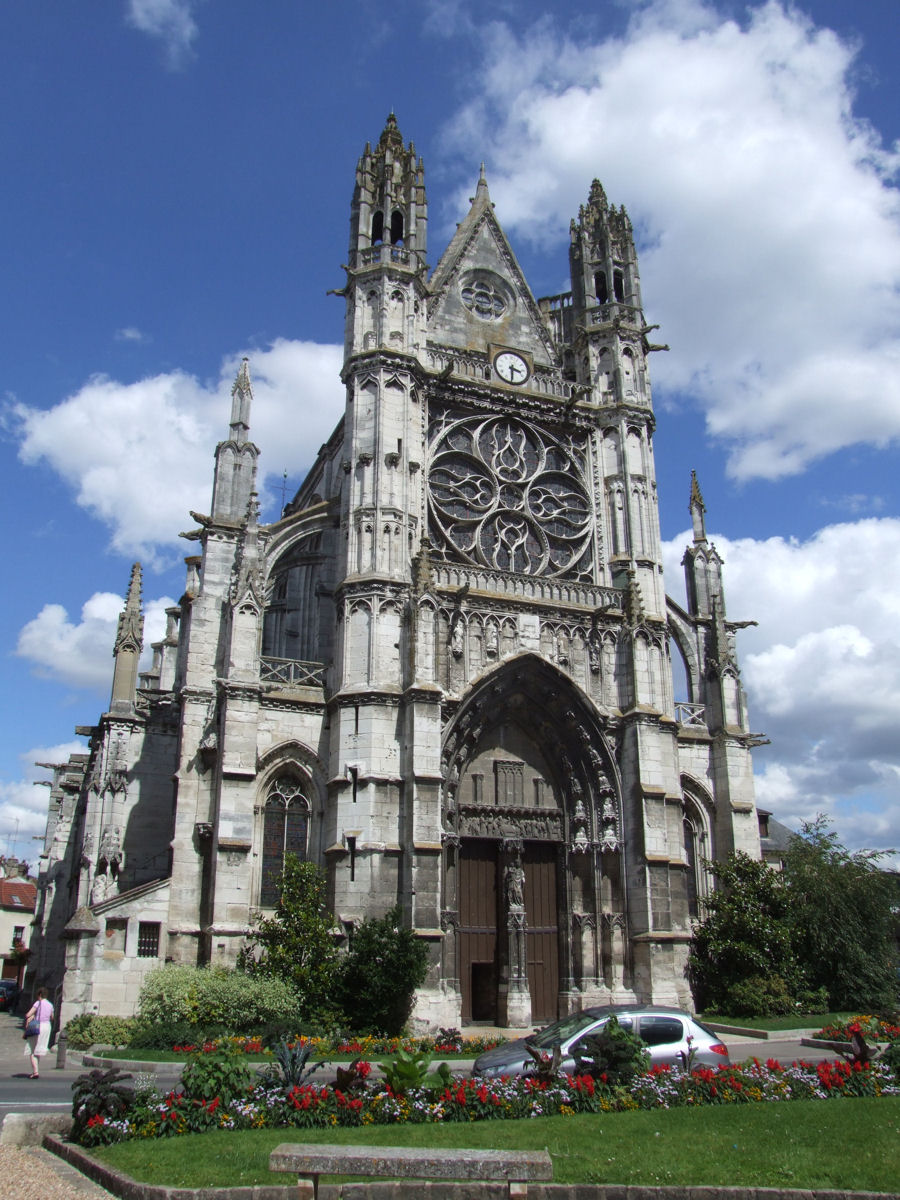
Die Westfassade

Die ehemalige Kollegiatkirche (collégiale) und heutige römisch-katholische Pfarrkirche Notre-Dame befindet sich in Vernon im Département Eure in Frankreich. Das Bauwerk ist seit dem Jahr 1862 als Monument historique klassifiziert.

## Geschichte
Die zwischen 1047 und 1050 zerstörte Kirche wurde auf Veranlassung von Guillaume I. von Vernon ab 1052 durch einen Neubau ersetzt, der im Jahr 1099 durch den Bischof von Evreux geweiht wurde. Aus dieser romanischen Bauperiode stammen heute noch die Apsis sowie die Arkaden des Chorumgangs, die sich mit den Stiftskirchen Notre-Dame in Mantes-la-Jolie und Notre-Dame in Poissy vergleichen lassen. Nach Beschädigungen durch Angriffe von König Ludwig VII. wurde das Gebäude 1136 restauriert. Um 1160 richtete Guillaume, Herr von Vernon, ein Kollegiatstift an der Kirche ein, dem der Bau des Chors mit einem Kreuzrippengewölbe folgte, das als eines der ältesten in der Normandie gilt. Um 1230 wurde der Vierungsturm errichtet.
An der Wende vom 14. zum 15. Jahrhundert erfolgte der Ausbau des Langhauses im hochgotischen Stil mit hohem Triforium, das durch den älteren Vierungsturm kaum überragt wird, sowie Seitenkapellen an beiden Seiten des einschiffigen Gotteshauses im Flamboyantstil. Im 15. Jahrhundert wurden schließlich die Westfassade mit der großen Fensterrose sowie die nördliche Vorhalle fertiggestellt.

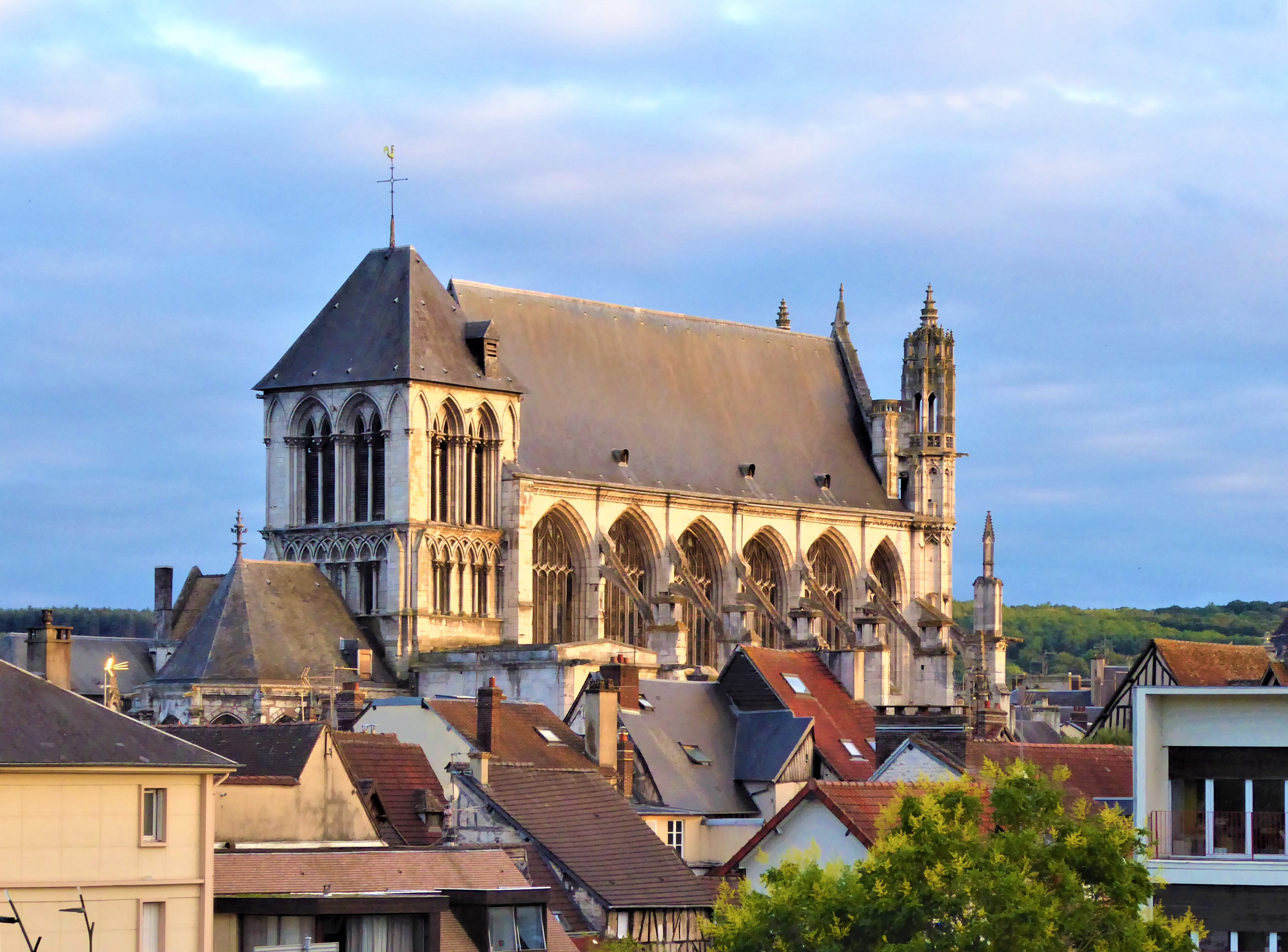
Der Vierungsturm und das hochgotische Langhaus überragen die Altstadt von Vernon
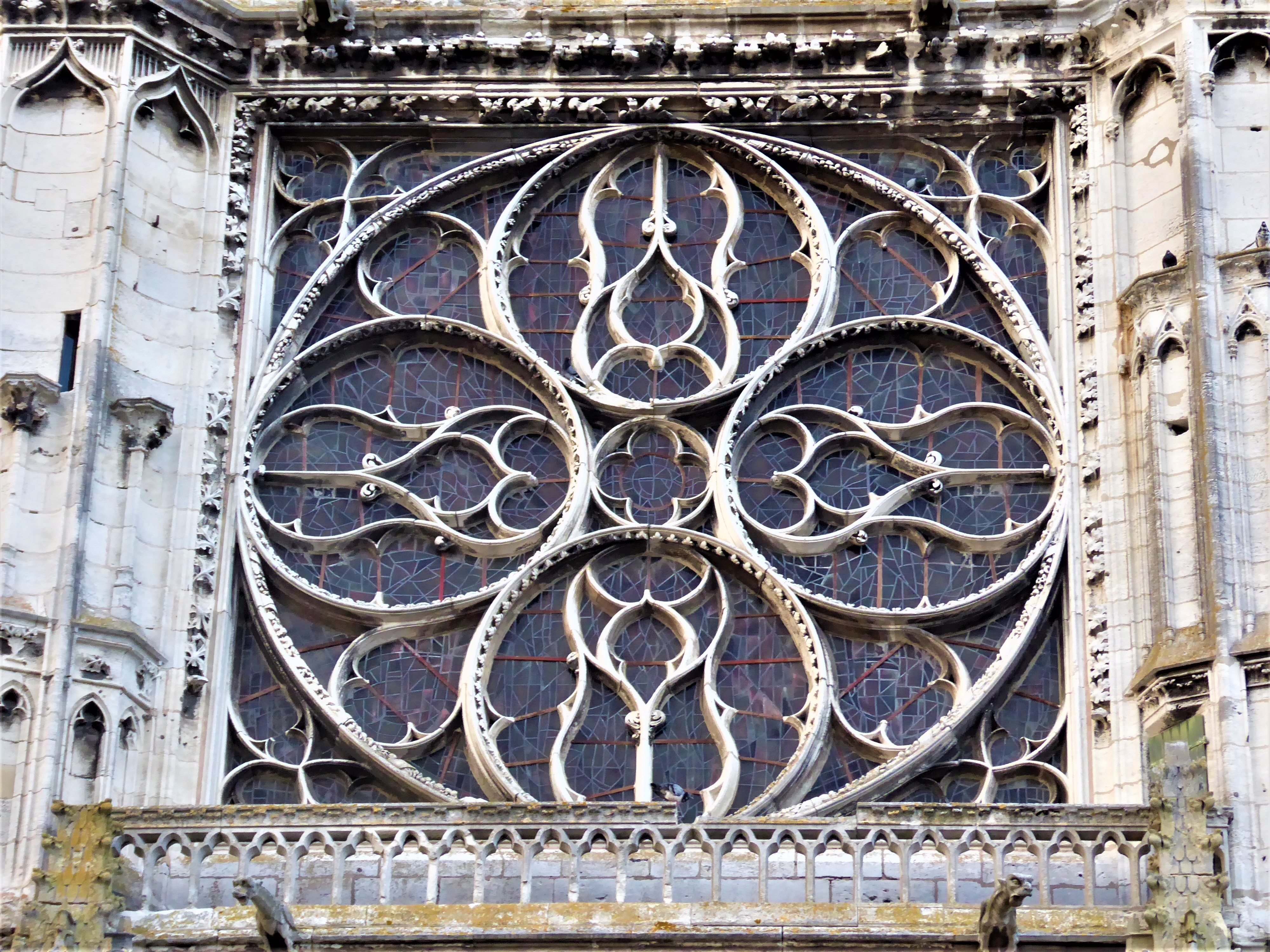
Fensterrose
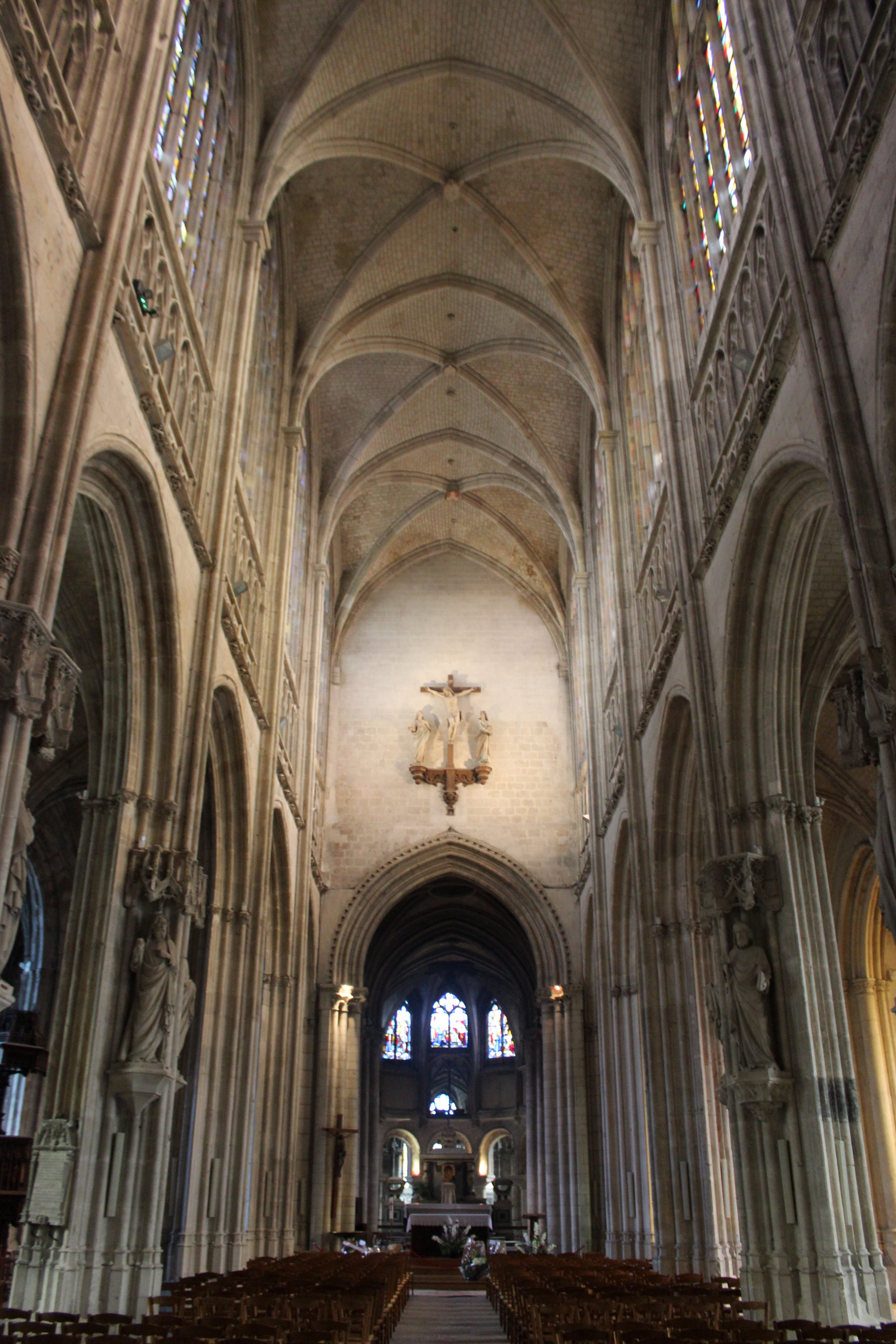
Blick durch das Langhaus. Das hohe Triforium setzt sich deutlich vom niedrigeren Chorbogen ab
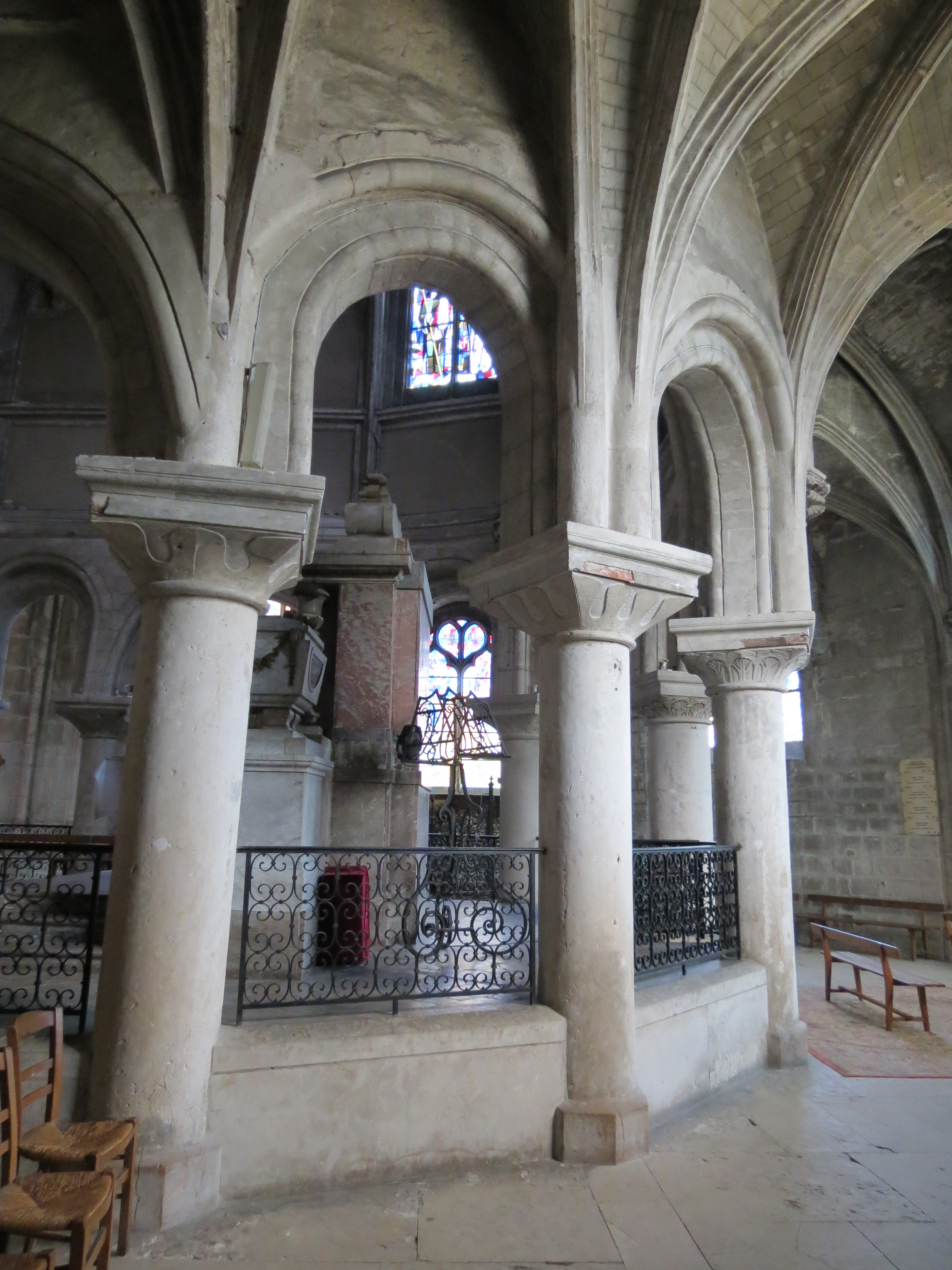
Chorumgang

## Ausstattung

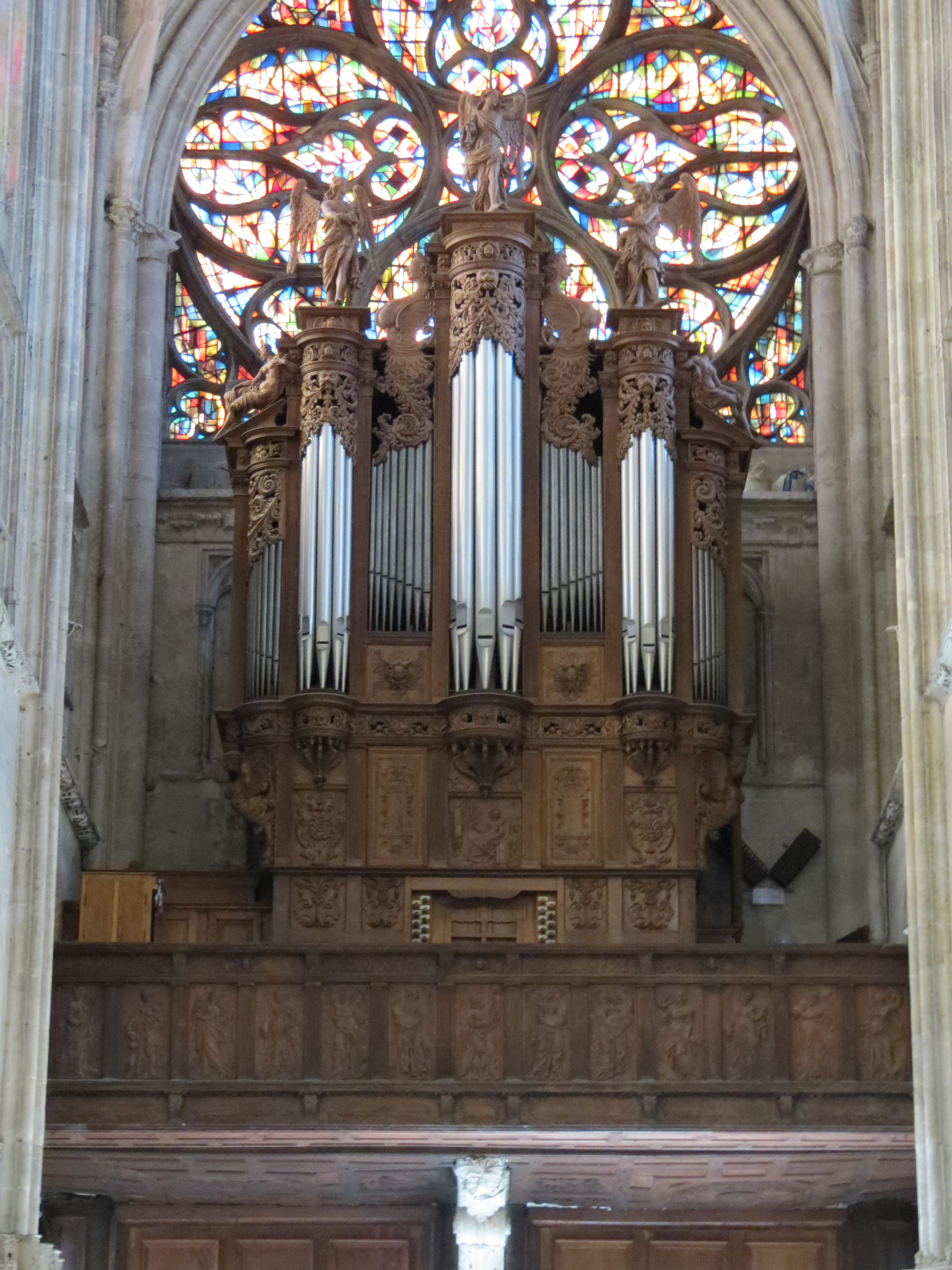
Blick auf die Orgel

Die Orgel geht zurück auf ein Instrument, das 1610 von dem Orgelbauer Jean Ourry erbaut wurde. Das Instrument wurde im Laufe der Zeit mehrfach verändert und zuletzt 1979 von Alfred und Daniel Kern restauriert. Das Instrument hat 31 Register auf drei Manualwerken und Pedal.
| I Positif C–g3     |        |
| Bourdon            | 8'     |
| Viole de gambe     | 8'     |
| Montre             | 4'     |
| Flûte à cheminée 0 | 4'     |
| Nazard             | 2 ⁄3'  |
| Quarte             | 2'     |
| Tierce             | 1 3⁄5' |
| Larigot            | 1 ⁄3'  |
| Cymbale III        |        |
| Cromorne           | 8'     |

| II Grand Orgue C–g3 |         |     |
| Bourdon             | 16'     |     |
| Montre              | 08'     | (h) |
| Bourdon             | 08'     | (h) |
| Dessus de flûte     | 08'     | (h) |
| Prestant            | 04'     | (h) |
| Nazard              | 02 ⁄3'  | (h) |
| Doublette           | 02'     | (h) |
| Tierce              | 01 3⁄5' |     |
| Dessus de Cornet V  |         | (h) |
| Fourniture III      |         | (h) |
| Cymbale IV          |         |     |
| Trompette           | 08'     |     |
| Voix humaine        | 08'     |     |
| Clairon             | 04'     | (h) |
| Tremblant doux      |         |     |

| III Écho c–g3        |    |
| Dessus de Hautbois 0 | 8' |
| Dessus de Cornet V   |    |

| Pédale C–f1 |     |
| Soubasse 0  | 16' |
| Flûte       | 08' |
| Prestant    | 04' |
| Bombarde    | 16' |
| Trompette   | 04' |

- Koppeln:  I/II, I/P, II/P
- Anmerkung

(h) = historisches Register aus dem 17. Jahrhundert

## Künstlerische Darstellung
Der französische Maler Claude Monet nutzte die Kirche in mehreren seiner Bilder als Motiv.

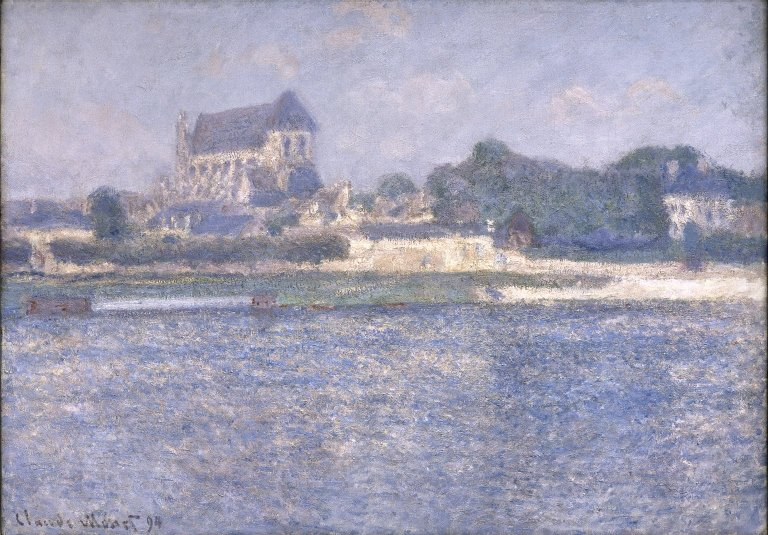
Claude Monet: La collégiale Notre-Dame de Vernon, um 1894
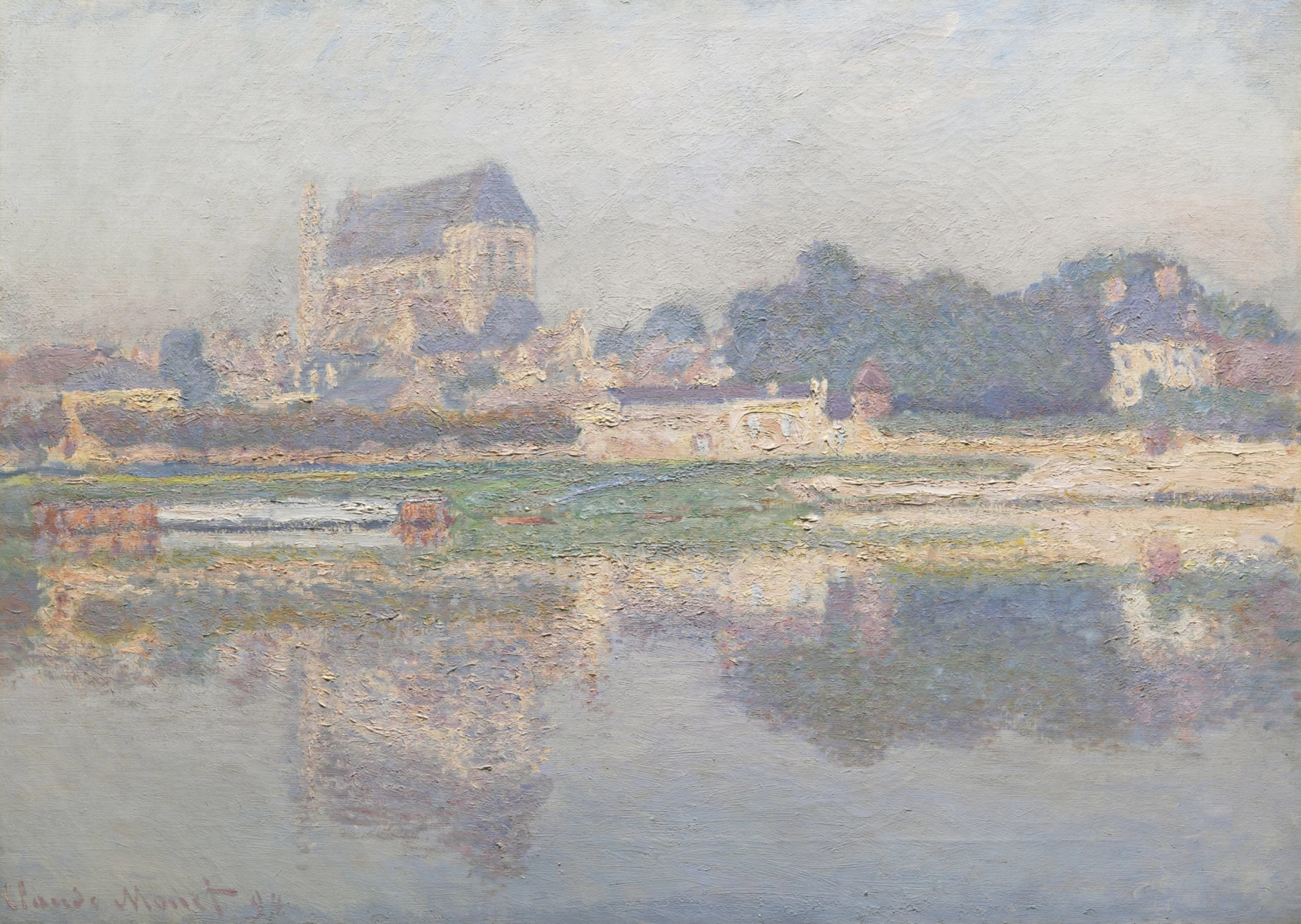
Claude Monet: Église de Vernon, soleil, um 1894
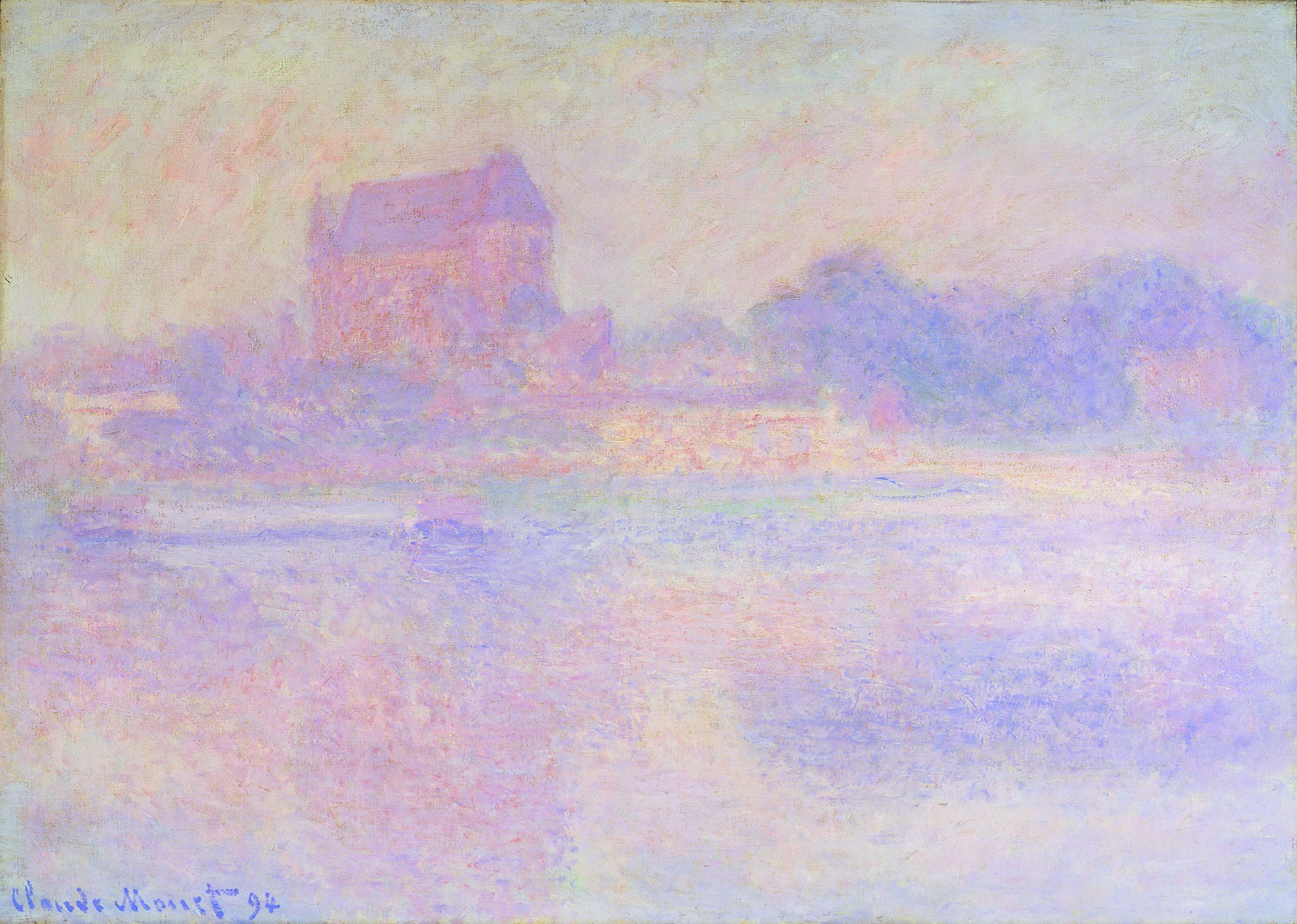
Claude Monet: L'église de Vernon, brouillard, um 1894